# Mary Luella Trowbridge
Mary Luella Trowbridge (ab 1925 auch Mary Trowbridge Honey, * 4. Februar 1894 in Green Valley, Illinois; † 18. Oktober 1941 in Wayne, Nebraska) war eine US-amerikanische Klassische Philologin.

## Leben
Mary Luella Trowbridge, die Tochter von Benjamin Frederick Trowbridge (1851–1905) und Mary Luella geb. Giffin (1855–1922), besuchte die High School in Delavan (Illinois) und begann ihr Studium 1911 am Bradley Polytechnical Institute. 1912 wechselte sie an die University of Illinois at Urbana-Champaign, wo sie sich den Altertumswissenschaften zuwandte. 1915 erwarb sie den Bachelorgrad (A. B.) und wurde in die Ehrengesellschaft Phi Beta Kappa aufgenommen, 1916 erwarb sie außerdem den Mastergrad (A. M.). Zum Herbstsemester 1916/17 ging sie an die Wasatch Academy, ein kleines privates College in Utah, und unterrichtete dort zwei Jahre lang Latein und Deutsch; die letzten sechs Monate war sie als Assistant Principal an der Verwaltung des College beteiligt. Die Semesterferien nutzte sie zur Fortsetzung ihrer Studien. So ging sie im Sommer 1917 an die University of Wisconsin und im Sommer 1918 an die University of California, Berkeley.
Zum Wintersemester 1918/19 verließ Trowbridge die Wasatch Academy und kehrte an die University of Illinois zurück, wo sie 1919/20 ein Promotionsstipendium (Fellowship in Classics) erhielt. 1920/21 unterbrach sie ihre Arbeit und ging als Stipendiatin der American Academy in Rome für ein Jahr nach Italien; nach ihrer Rückkehr nahm sie ihr Promotionsstipendium wieder auf. 1922 wurde sie zum Ph. D. promoviert. Ihre von William Abbott Oldfather betreute Dissertation behandelte die antiken literarischen Zeugnisse über Glas. Sie erschien in erweiterter Form 1930 und wurde von der Fachwelt weitgehend wohlwollend aufgenommen. Auch wenn die Arbeit nur griechische und lateinische Quellen berücksichtigt und archäologische sowie epigraphische Evidenz weitgehend unberücksichtigt lässt, ist sie eine wichtige Materialsammlung zu den Ansichten des Altertums über die Eigenschaften, Herstellung und Verwendung von Glas.
Nach der Promotion lehrte Trowbridge am Westminster College in Utah und an der Columbia University. Am 5. September 1925 heiratete sie den Botaniker Edwin Earle Honey (1891–1956), den sie von der University of Illinois kannte und der damals Dozent für Phytopathologie am State College of Washington war. In den folgenden Jahren wechselte er mehrmals den Arbeitsplatz, so dass das Ehepaar 1926 nach Ithaca (New York), 1927 nach Albion (Michigan) und 1929 nach Piracicaba in Brasilien zog; dort hatte Edwin E. Honey einen Lehrstuhl für Phytopathologie an einer landwirtschaftlichen Hochschule erhalten.
1931 kehrte Mary Trowbridge Honey in die USA zurück und nahm eine Dozentenstelle für Latein und Englisch am State Teacher’s College in Wayne, Nebraska, an, die sie bis zu ihrem frühen Tod zehn Jahre lang behielt. Im Jahr 1938/39 war sie Austauschlehrerin an der Casterton School in England. Sie starb im Alter von 47 Jahren an einer Lungenentzündung. Aus ihrem Nachlass ließ sie eine Stiftung an der University of Illinois errichten, die Darlehen an Studenten der Altertumswissenschaften vergibt.
Mary Trowbridge veröffentlichte außer ihrer Dissertation einige Aufsätze und Lexikonartikel, darunter 20 für Paulys Realenzyklopädie der klassischen Altertumswissenschaft (RE).

## Schriften
- Philological Studies in Ancient Glass. Urbana 1930 (Dissertation)